# Oligosoma aeneum
Oligosoma aeneum là một loài thằn lằn trong họ Scincidae. Loài này được Girard mô tả khoa học đầu tiên năm 1857.